# 森尼斯洛普 (愛達荷州)
森尼斯洛普（英語：Sunnyslope）是位於美國愛達荷州坎寧縣的一個非建制地區。該地的面積和人口皆未知。

## 地理
森尼斯洛普的座標為43°35′19″N 116°47′36″W / 43.58861°N 116.79333°W，而該地的平均海拔高度為731米（即2398英尺）。